# Roberto Vega Galina
Roberto Javier Vega y Galina es un médico, sindicalista y político mexicano. Fue secretario general del Sindicato Nacional de Trabajadores del Seguro Social (SNTSS), que agrupa a los trabajadores del Instituto Mexicano del Seguro Social (IMSS), el organismo que provee la protección y seguridad social en México.

## Actividad
Roberto Vega Galina es médico egresado de la Benemérita Universidad Autónoma de Puebla (BUAP) y ha ocupado diversas posiciones en el SNTSS hasta llegar a la secretaría general. También fue miembro del Partido Revolucionario Institucional que lo postuló como diputado federal en la LIX Legislatura.
Durante 2004 y 2005 Vega lideró la oposición del sindicato a una serie de reformas a la Ley del IMSS para que los trabajadores de la institución tuvieran las mismas prerrogativas de los restantes trabajadores del país y no el régimen especial, cuyos beneficios consideraba que no permitían el saneamiento económico del Instituto. Vega amenazó con llegar a la huelga, lo que habría afectado a la atención médica de alrededor de 13 millones de mexicanos, pero finalmente el gobierno retiró la propuesta de reforma de ley.
El 28 de marzo de 2006 Roberto Vega Galina renunció al PRI al ser postulado candidato por la vía plurinominal al Senado de la República por la Coalición Por el Bien de Todos, sin llegar a ser electo. Posteriormente se daría el proceso de renovación del sindicato donde, en un proceso impugnado por el opositor Jorge Van Dick Puga, se eligió a Valdemar Gutiérrez Fragoso como su sucesor.